# Dumnorix
Dumnorix haeduus törzsi vezető volt Galliában a Kr. e. 1. században. Kezdetben a Római Birodalom és Julius Caesar szövetségesének mutatta magát, de a helvét Orgetorix rábeszélésére a sequanus Casticusszal titokban gall triumvirátust alkottak Gallia meghódítására. Dumnorix Orgetorix lányát vette feleségül.
Bár Orgetorix meghalt, Dumnorix rábeszélte a szomszédos sequanusokat, hogy engedjék területén átvonulni a Gallia ellen Kr. e. 59-ben megindult helvéteket. A gazdag és egyre hatalmasabb Dumnorix saját törzsének fejedelmi székére áhítozott. (A haeduusok vezére a „vergobretus” volt, általában élet és halál ura, a széket ebben az időben betöltő Liscus azonban tartott Dumnorixtől.)
Dumnorix és lovascsapata rész vett Caesar seregében, aki a helvétek ellen indult a haeduusok védelmében. Caesar gyanúját azonban felkeltette, hogy a haeduusok vonakodtak gabonát adni a seregének, és hogy Dumnorix lovasai elsőnek futamodtak meg egy kisebb ütközetben a helvétek ellen, nagy zavart okozva a rómaiak közt.
Dumnorixot csak az mentette meg Caesar haragjától, hogy a testvére, Divitiacus, nagyon jó kapcsolatokat ápolt személyesen Caesarral és a rómaiakkal. „Divitiacus sírva fakadt, átölelte Caesart, úgy könyörgött, hogy ne lépjen fel túl szigorúan fivérével szemben” – írja Julius Caesar könyve, a 'Commentarii de bello Gallico' (A gall háború).
Caesar megkönyörült, de Dumnorixet néhány évvel később mégis elérte a végzete. Kr. e. 55-ben római katonák ölték meg, mert visszautasította, hogy kövesse Caesart Britanniába. Mielőtt megölték, állítólag így kiáltott fel: „Egy szabad ember egy szabad országban!”
A neve, mint más gall nyelvű nevek (Orgetorix, Vercingetorix) „-rix” végződésű, ami etimológialilag a latin „rex” és a német „reich” szavakhoz kötődik, és királyságot vagy uralmat jelöl – valószínűleg csak a legelőkelőbbek viselhettek ilyen nevet. „Dumno” azt jelenti, hogy „világ”, tehát Dumnorix neve úgy fordítható: „a világ királya”. Ha a név valóban ezt jelentette, ez már önmagában gyanússá tehette a rómaiak előtt.

## A művészetben
Jacques Dorfmann 2001-ben készült Druidák alkonya (Vercingetorix) című filmjében Dumorix alakítója Bernard-Pierre Donnadieu.